# ايتي مون امور (فلم 2016)
ايتي مون امور  (بالفرنسية: Ayiti mon amour) هو فيلم دراما فرنسي من بطولة جواكيم كوهين وأنيسا أوزيمان، ومن إخراج وتأليف جيتي فيلين. عُرض الفيلم في قسم السينما العالمية المعاصرة في مهرجان تورونتو السينمائي الدولي في 10 سبتمبر 2016. تم اختيار الفيلم كمدخل لهايتي لجائزة أفضل فيلم بلغة أجنبية في حفل توزيع جوائز الأوسكار التسعون، لكن لم يتم ترشيحه. وهو أول فيلم يتم تقديمه لتمثيل هايتي في جائزة أفضل فيلم بلغة أجنبية.

## ملخص القصة
حكاية سحرية تجمع بين حياة ثلاثة أشخاص في هايتي بعد خمس سنوات من وقوع زلزال كارثي. حيث يكتشف مراهق أن لديه قوة عظمى، وصياد عجوز يبحث عن علاج في البحر لزوجته المريضة، وتحاول شخصية الهرب من قصة صاغها مؤلفها.

## طاقم التمثيل
- جواكيم كوهين بدور أورفيوس
- أنيسيا أوزيمان بدور أماه
- جوريس اندريس بدور خواريس
- باسكال فوبلاس بدور أم
- جيمس نويل بدور كاتب
- جوديث جودي بدور أوديسا
- سيمبي دوبلان بدور سيمبي

## روابط خارجية
- مقالات تستعمل روابط فنية بلا صلة مع ويكي بيانات